# Roodstaartklaverzandbij
De roodstaartklaverzandbij (Andrena similis) is een vliesvleugelig insect uit de familie Andrenidae. De wetenschappelijke naam van de soort is voor het eerst geldig gepubliceerd in 1849 door Smith.